# Asplenium hobdyi
Asplenium hobdyi är en svartbräkenväxtart som beskrevs av Warren Herbert Wagner. Asplenium hobdyi ingår i släktet Asplenium och familjen Aspleniaceae. Inga underarter finns listade.